# Careproctus simus
Careproctus simus és una espècie de peix pertanyent a la família dels lipàrids.

## Descripció
- Fa 18,6 cm de llargària màxima (normalment, en fa 14).
- Nombre de vèrtebres: 59-63.
- Cos de color vermell.[5][6]

## Hàbitat
És un peix marí, no migratori i batidemersal que viu entre 380 i 800 m de fondària.

## Distribució geogràfica
Es troba al sud-oest del mar d'Okhotsk i el mar de Bering.

## Observacions
És inofensiu per als humans.